# Синтез Габрієля
Си́нтез Га́брієля — метод отримання первинних амінів з алкілгалогенідів (або інших галогенопохідних) реакцією із фталімідом калію. Дана реакція, відкрита у 1887 році німецьким хіміком Зігмундом Габрієлем (1851—1924), має високі значення виходів і широко застосовується для отриманням амінів, діамінів, аміноспиртів, амінонітрилів та амінокислот.

## Перебіг реакції
При взаємодії галогенопохідної та фталіміду калію за нагрівання (100—180 °C) утворюється N-заміщений фталімід, з якого, внаслідок гідролізу, утворюється цільовий амін:

де R — органічна частина (наприклад, алкіл), X — галоген
Для покращення кількісних характеристик реакції взаємодію проводять у неполярних апротонних розчинниках, наприклад, у диметилформаміді або краун-етерах.
Синтез Габрієля є версією класичного методу отримання амінів — реакції аміаку та галогенопохідних. Його суттєвою перевагою є повна відсутність побічних продуктів — небажаних вторинних і третинних амінів, які суттєво знижують вихід основної речовини.
Реакція протікає за механізмом SN2 і описується схемою:

## Модифікації
Гідроліз фталімідного комплексу, як лужний, так і кислотний, протікає досить повільно, тому застосовуються інші способи його розкладання. Найбільш поширеною є процедура Інга — Манске, що полягає у розкладанні фталіміду гідразином (гідразиноліз) за незначного нагрівання:
Гідразиноліз має значну перевагу при застосуванні із сполуками, що містять функціональні групи, чутливі до кислотного або лужного гідролізу.